# Symphyodon acuminatus
Symphyodon acuminatus là một loài rêu trong họ Daltoniaceae. Loài này được Dixon & P. de la Varde mô tả khoa học đầu tiên năm 1930.